# Timandra impuncta
Timandra impuncta är en fjärilsart som beskrevs av Barend J. Lempke 1949. Timandra impuncta ingår i släktet Timandra och familjen mätare. Inga underarter finns listade i Catalogue of Life.